# Rumelia orientale
La Rumelia orientale (in bulgaro Източна Румелия?, Iztočna Rumelija; in turco ottomano: Rûmeli-i Şarkî; in turco Şarki Rumeli, in greco Ανατολική Ρωμυλία?, Anatolikì Romylìa) è stata un vilayet (provincia) dell'Impero ottomano dal 1878 al 1885 (nominalmente fino al 1908). La sua capitale era Filippopoli (Plovdiv).

## Storia
La Rumelia orientale venne creata come provincia autonoma all'interno dell'Impero ottomano con il trattato di Berlino nel 1878. Comprendeva il territorio tra i monti Balcani, i Monti Rodopi e il massiccio dello Strandža, una regione nota a tutti i suoi abitanti, bulgari, greci e turchi, come Tracia settentrionale. Il nome artificiale, Rumelia orientale, venne dato alla provincia per via dell'insistenza dei delegati britannici al Congresso di Berlino. Circa venti villaggi pomacchi (bulgari musulmani) nei Rodopi rifiutarono di riconoscere l'autorità della Rumelia orientale e formarono la cosiddetta Repubblica pomacca.
Secondo il trattato di Berlino, la Rumelia orientale doveva rimanere sotto la giurisdizione politica e militare dell'Impero ottomano, con una significante autonomia amministrativa (articolo 13). Il capo della provincia era un governatore generale cristiano, nominato dalla Sublime porta con l'approvazione delle grandi potenze.
Le province asiatiche dell'Impero Turco Ottomano venivano chiamate dagli ottomani Anadoli, mentre quelle europee Rum. Gli ottomani scelsero questo aggettivo poiché queste zone erano state a lungo sotto il controllo dell'Impero romano e poi bizantino.

## Politica
Il primo governatore generale fu il principe bulgaro Aleksandăr Bogoridi (Aleko Paşa) (1879–1884) che era ben accetto sia dai bulgari sia dai greci che vivevano nella provincia. Il secondo governatore generale fu Gavril Krăstevic (Γaврил Kръcтeвич) (1884–1885), un famoso storico bulgaro.

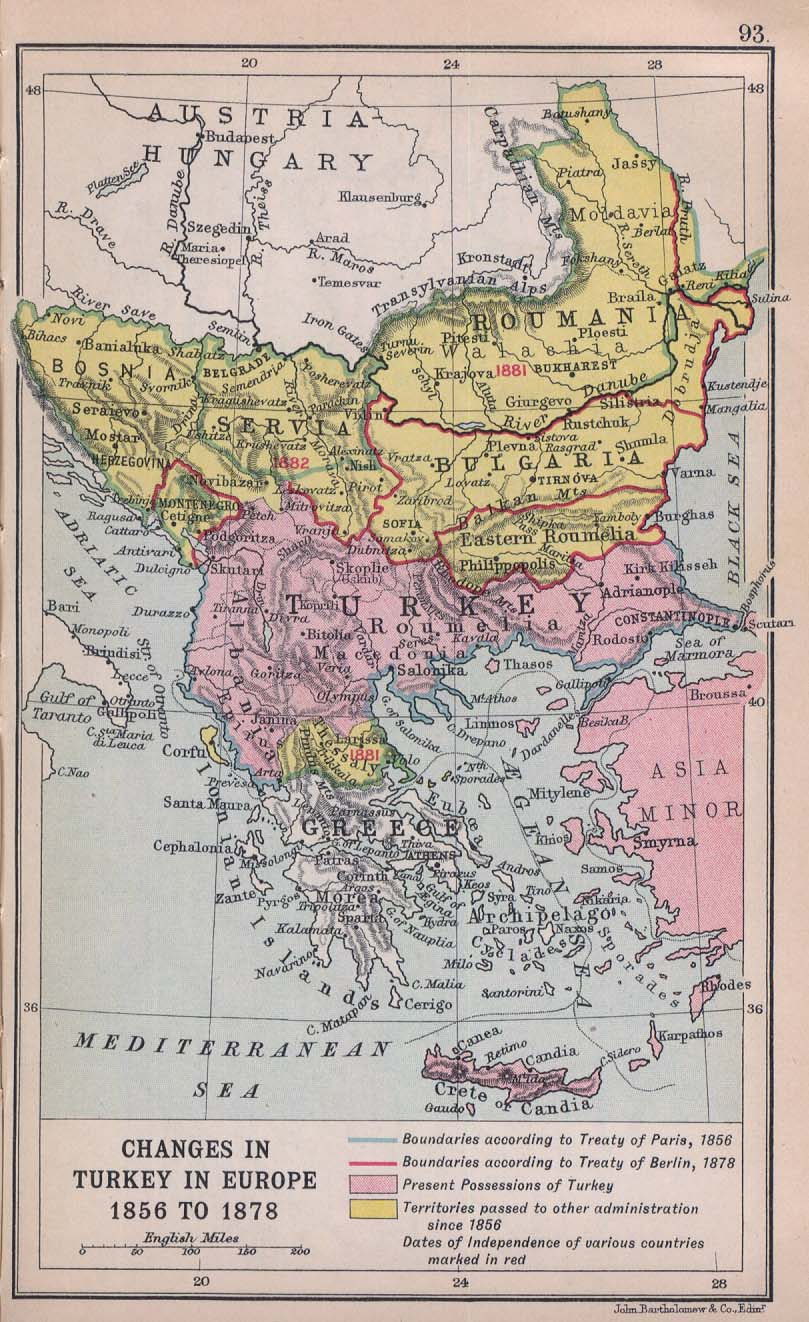
La Rumelia orientale e i suoi dintorni, dall'Atlante storico e letterario d'Europa di J.G. Bartholomew, 1912.

## Annessione
Dopo una rivoluzione pacifica il 6 settembre 1885, la provincia venne annessa dal Principato di Bulgaria. Dopo la vittoria bulgara nella successiva guerra balcanica contro la Serbia, lo status quo venne riconosciuto dalla Porta con l'atto di Tofane del 24 marzo 1886. Con questo atto il sultano Abdul Hamid II nominava il principe di Bulgaria (senza menzionare che sarebbe stato Alessandro I di Bulgaria) governatore generale della Rumelia orientale. La repubblica pomacca venne reincorporata nell'Impero ottomano. La provincia rimase sotto il controllo nominale ottomano fino a che la Bulgaria non divenne una nazione indipendente nel 1908. Il 6 settembre, giorno dell'unione, è festa nazionale in Bulgaria.
La numerosa popolazione greca della regione venne spostata nel corso delle guerre balcaniche e delle guerre mondiali. Molte migliaia di bulgari di discendenza greca abitano però ancora la regione, come i Sarakatsani (Σαρακατσάνοι), pastori transumanti.

## Filatelia

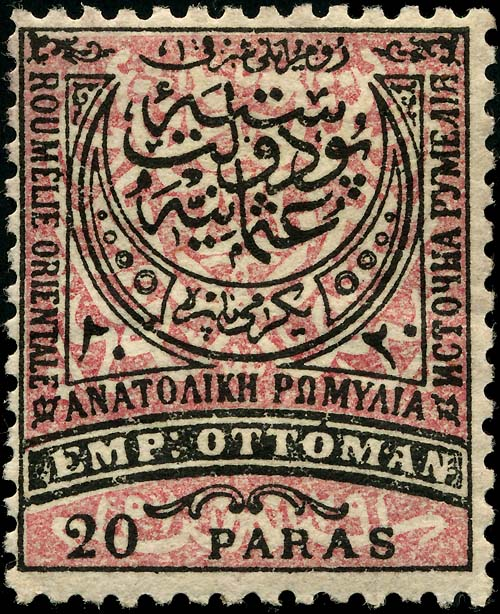
Francobolli del 1881 e del 1884 con il nome della provincia in quattro lingue, turco, francese, greco e bulgaro, in quattro alfabeti, arabo, latino, greco e cirillico.

La provincia viene ricordata ancora oggi dai filatelici per aver emesso francobolli dal 1880. La prima emissione consisteva in vari tipi di ristampe dei francobolli turchi, con l'inclusione della sigla "R.O.", un disegno a righe e "ROUMELIE / ORIENTALE". Queste ristampe erano comuni e largamente falsificabili.
Francobolli di stile turco contemporaneo apparvero nel 1881 e differivano dai francobolli turchi perché avevano l'iscrizione francese "ROUMELIE ORIENTALE" in piccole lettere lungo il lato sinistro. Una seconda emissione di questo design, con colori diversi, avvenne nel 1884. Questo tipo è molto più comune.
Il 10 settembre 1885 le edizioni rumeliane vennero ristampate con due diverse immagini del leone bulgaro, e poi con il leone in una cornice e la scritta "Български Пощи" (Poste bulgare) in cirillico. Come le prime ristampe, non sono molto comuni, con prezzi che variano dai 6 ai 200 dollari, e i falsi sono diffusi. Dal 1886 la provincia fece uso dei francobolli bulgari.